# New Tulsa
New Tulsa és una població dels Estats Units a l'estat d'Oklahoma. Segons el cens del 2000 tenia 568 habitants. New Tulsa es va dissoldre el 2001 per decisió dels seus habitants i ara forma part de Broken Arrow.

## Demografia
Segons el cens del 2000, New Tulsa tenia 568 habitants, 192 habitatges, i 161 famílies. La densitat de població era de 261,1 habitants per km².
Dels 192 habitatges en un 42,2% hi vivien nens de menys de 18 anys, en un 62% hi vivien parelles casades, en un 14,1% dones solteres, i en un 16,1% no eren unitats familiars. En el 14,6% dels habitatges hi vivien persones soles l'1% de les quals corresponia a persones de 65 anys o més que vivien soles. El nombre mitjà de persones vivint en cada habitatge era de 2,96 i el nombre mitjà de persones que vivien en cada família era de 3,19.
Per edats la població es repartia de la següent manera: un 32,9% tenia menys de 18 anys, un 7,2% entre 18 i 24, un 29,6% entre 25 i 44, un 23,9% de 45 a 60 i un 6,3% 65 anys o més.
L'edat mediana era de 34 anys. Per cada 100 dones de 18 o més anys hi havia 98,4 homes.
La renda mediana per habitatge era de 35.625 $ i la renda mediana per família de 33.750 $. Els homes tenien una renda mediana de 31.667 $ mentre que les dones 26.071 $. La renda per capita de la població era de 13.438 $. Entorn de l'11,2% de les famílies i el 12,6% de la població estaven per davall del llindar de pobresa.

## Poblacions més properes
El següent diagrama mostra les poblacions més properes.